# Can't Let Go (Mariah Carey)
Can't Let Go è una canzone di Mariah Carey che serve da secondo singolo tratto dall'album Emotions, la prima scritta da Mariah Carey e Walter Afanasieff. Il singolo è stato pubblicato nel 1991 ed ha raggiunto la seconda posizione nella Billboard Hot 100 divenendo di fatto il primo singolo della cantautrice a non raggiungere la vetta della classifica americana.

## Video musicale
Il video del singolo, diretto da Jim Sonzero è stato girato in bianco e nero ed alterna varie inquadrature della cantautrice a quelle di fiori e piante. Per il video viene utilizzata la versione radio della canzone dove vengono eliminate le note più alte e modificata l'introduzione strumentale.

## Composizione
La canzone è una ballata e si può dividere in due parti:
- 0:00-0:55: Parte strumentale dal suono new age
- 0:55-4:27: Parte cantata dal suono R&B